# Roland Ugrai
Roland Ugrai (Békéscsaba, 13 novembre 1992) è un calciatore ungherese, attaccante del Gyirmót.

## Carriera

### Club
Cresciuto nelle giovanili del Békéscsaba squadra della sua città natale, nel 2007 viene acquistato dall'Haladás esordendo in prima squadra nella stagione 2009-2010, collezionando due presenze nel campionato di massima serie ed una nell'Europa League. Nella stagione successiva le presenze in campionato sono quattro. Il 13 febbraio 2020 ritorna in patria, firmando un contratto fino a fine anno con l'Honvéd. Esordisce due giorni dopo, nella vittoria per 1-0 sul campo del Kaposvár venendo fatto entrare da mister Giuseppe Sannino all'83' minuto a posto di Niba. Segna il suo primo gol battendo il rigore del 2-0 nella partita che finirà poi 3-1 ai danni del Debrecen il 31 maggio. A fine stagione vince la Coppa d'Ungheria battendo in finale il Mezőkövesd-Zsóry. Nella stagione seguente dopo un buon inizio, scivola sempre più gradualmente fuori dai progetti tecnici del club, cause che porteranno lo stesso giocatore a svincolarsi dal club di Kispest dopo appena un anno. Dopo due mesi trova ingaggio al Debrecen appena retrocesso in seconda divisione, aiutando a fine stagione con i suoi tre gol messi a segno alla vittoria del campionato all'ultima giornata con due lunghezze di vantaggio su Gyirmót e Vasas. Dopo aver ben figurato segnando 10 reti, per la stagione 2022-23 viene acquistato dai turchi del Pendikspor militanti in massima serie. Dopo aver giocato scampoli di partita nelle prime giornate di campionato si infortuna gravemente al ginocchio, successivamente dopo i fatti del terremoto che ha colpito il paese decide di rescindere il contratto. Dopo un periodo da svincolato, ritorna in patria firmando un biennale con il Mezőkövesd-Zsóry.

### Nazionale
Nel 2011 viene convocato nella nazionale ungherese Under-19 con cui segna un gol in tre partite. Nel maggio 2012 scende in campo in due occasioni con l'Under-20 prima di venire convocato nell'ottobre dello stesso anno con la Nazionale Under-21 giocando alcuni match di all'europeo di categoria del 2013, venendo convocato fino al 2014 con un bottino di una rete in 13 presenze.
Viene convocato per la prima volta in nazionale maggiore dal ct Bernd Storck per la sfida valida per la qualificazione ai mondiali 2018 contro la Svizzera del 7 ottobre 2017 realizzando un goal.

## Statistiche

### Presenze e reti nei club
Statistiche aggiornate al 12 giugno 2020.
| Stagione           | Squadra            | Campionato         | Campionato | Campionato | Coppe nazionali | Coppe nazionali | Coppe nazionali | Coppe continentali | Coppe continentali | Coppe continentali | Altre coppe | Altre coppe | Altre coppe | Totale | Totale |
| Stagione           | Squadra            | Comp               | Pres       | Reti       | Comp            | Pres            | Reti            | Comp               | Pres               | Reti               | Comp        | Pres        | Reti        | Pres   | Reti   |
| ------------------ | ------------------ | ------------------ | ---------- | ---------- | --------------- | --------------- | --------------- | ------------------ | ------------------ | ------------------ | ----------- | ----------- | ----------- | ------ | ------ |
| 2008-2009          | Haladás            | NBI                | 0          | 0          | MK+MLK          | -+1             | -+0             | -                  | -                  | -                  | -           | -           | -           | 1      | 0      |
| 2009-2010          | Haladás            | NBI                | 2          | 1          | MK+MLK          | 0+0             | 0+0             | UEL                | 1                  | 0                  | -           | -           | -           | 3      | 1      |
| 2010-2011          | Haladás            | NBI                | 4          | 0          | MK+MLK          | 1+3             | 0+0             | -                  | -                  | -                  | -           | -           | -           | 8      | 0      |
| 2011-2012          | Haladás            | NBI                | 9          | 1          | MK+MLK          | 1+5             | 0+2             | -                  | -                  | -                  | -           | -           | -           | 15     | 3      |
| 2012-2013          | Haladás            | NBI                | 21         | 3          | MK+MLK          | 2+0             | 1+0             | -                  | -                  | -                  | -           | -           | -           | 24     | 3      |
| 2013-feb. 2014     | Haladás            | NBI                | 11         | 3          | MK+MLK          | 3+0             | 2+0             | -                  | -                  | -                  | -           | -           | -           | 14     | 5      |
| 2012-2013          | Haladás II         | NBII               | 7          | 2          | -               | -               | -               | -                  | -                  | -                  | -           | -           | -           | 7      | 2      |
| 2013-feb. 2014     | Haladás II         | NBIII              | 4          | 2          | -               | -               | -               | -                  | -                  | -                  | -           | -           | -           | 4      | 2      |
| Totale Haladás II  | Totale Haladás II  | Totale Haladás II  | 11         | 4          |                 | -               | -               |                    | -                  | -                  |             | -           | -           | 326+   | 54+    |
| feb.-giu. 2014     | Ferencváros        | NBI                | 8          | 0          | MK+MLK          | -+3             | -+3             | -                  | -                  | -                  |             | -           | -           | 11     | 3      |
| 2014-2015          | Ferencváros        | NBI                | 14         | 2          | MK+MLK          | 3+10            | 1+3             | UEL                | 3                  | 2                  | -           | -           | -           | 29     | 8      |
| lug. 2015          | Ferencváros        | NBI                | -          | -          | MK              | -               | -               | UEL                | 1                  | 0                  | MS          | 1           | 0           | 2      | 0      |
| Totale Ferencváros | Totale Ferencváros | Totale Ferencváros | 22         | 2          |                 | 16              | 7               |                    | 4                  | 2                  |             | 1           | 0           | 43     | 11     |
| 2015-2016          | Haladás            | NBI                | 17         | 3          | MK              | 3               | 2               | -                  | -                  | -                  | -           | -           | -           | 20     | 5      |
| Totale Haladás     | Totale Haladás     | Totale Haladás     | 64         | 11         |                 | 19              | 7               |                    | 1                  | 0                  |             | -           | -           | 84     | 18     |
| 2016-2017          | Diósgyőr           | NBI                | 18         | 5          | MK              | 3               | 3               | -                  | -                  | -                  | -           | -           | -           | 21     | 8      |
| 2017-2018          | Diósgyőr           | NBI                | 31         | 10         | MK              | 5               | 2               | -                  | -                  | -                  | -           | -           | -           | 36     | 12     |
| lug.-ago. 2018     | Diósgyőr           | NBI                | 2          | 0          | MK              | -               | -               | -                  | -                  | -                  | -           | -           | -           | 2      | 0      |
| Totale Diósgyőr    | Totale Diósgyőr    | Totale Diósgyőr    | 51         | 15         |                 | 8               | 5               |                    | -                  | -                  |             | -           | -           | 59     | 20     |
| set. 2018-2019     | Atromītos          | SL                 | 11         | 3          | CG              | 2               | 0               | -                  | -                  | -                  | -           | -           | -           | 13     | 3      |
| 2019-feb. 2020     | Atromītos          | SL                 | 9          | 2          | CG              | 1               | 0               | UEL                | 2                  | 0                  | -           | -           | -           | 12     | 2      |
| Totale Atromītos   | Totale Atromītos   | Totale Atromītos   | 20         | 5          |                 | 3               | 0               |                    | 2                  | 0                  |             | -           | -           | 25     | 5      |
| feb.-giu. 2020     | Honvéd             | NBI                | 13         | 3          | MK              | 5               | 0               | UEL                | -                  | -                  | -           | -           | -           | 14     | 3      |
| 2020-gen. 2021     | Honvéd             | NBI                | 8          | 1          | MK              | 1               | 0               | UEL                | 2                  | 0                  | -           | -           | -           | 11     | 1      |
| Totale Honvéd      | Totale Honvéd      | Totale Honvéd      | 21         | 4          |                 | 6               | 0               |                    | 2                  | 0                  |             | -           | -           | 29     | 4      |
| mar.-giu. 2021     | Debrecen           | NBII               | 8          | 3          | MK              | 1               | 0               | -                  | -                  | -                  | -           | -           | -           | 9      | 3      |
| 2021-2022          | Debrecen           | NBI                | 25         | 10         | MK              | 2               | 0               | -                  | -                  | -                  | -           | -           | -           | 27     | 10     |
| Totale Debrecen    | Totale Debrecen    | Totale Debrecen    | 33         | 13         |                 | 3               | 0               |                    | -                  | -                  |             | -           | -           | 36     | 13     |
| 2022-feb. 2023     | Pendikspor         | SL                 | 3          | 0          | TK              | 1               | 0               | -                  | -                  | -                  | -           | -           | -           | 4      | 0      |
| 2023-2024          | Mezőkövesd-Zsóry   | NBI                | 10         | 0          | MK              | 1               | 0               |                    | -                  | -                  |             | -           | -           | 11     | 0      |
| Totale carriera    | Totale carriera    | Totale carriera    | 235        | 54         |                 | 57              | 19              |                    | 9                  | 2                  |             | 1           | 0           | 302    | 75     |

## Palmarès

### Club

#### Competizioni nazionali
- Coppa d'Ungheria: 2

Ferencváros: 2014-2015
Honvéd: 2019-2020
- Coppa di Lega ungherese: 1

Ferencváros: 2014-2015
- Supercoppa d'Ungheria: 1

Ferencváros: 2015
- Nemzeti Bajnokság II: 1

Debrecen: 2020-2021